# Michaił Miasnikowicz
Michaił Uładzimirawicz Miasnikowicz (biał. Міхаіл Уладзіміравіч Мясніковіч, ros. Михаил Владимирович Мясникович, Michaił Władimirowicz Miasnikowicz; ur. 6 maja 1950 w Nowym Snowie) – białoruski ekonomista, polityk, działacz partyjny i państwowy; w latach 2001–2010 przewodniczący Narodowej Akademii Nauk Białorusi; w latach 2010–2014 premier Republiki Białorusi; w latach 2015–2019 przewodniczący Rady Republiki Zgromadzenia Narodowego Republiki Białorusi V kadencji; doktor nauk ekonomicznych (odpowiednik polskiego stopnia doktora habilitowanego).

## Życiorys
Urodził się 6 maja 1950 roku we wsi Nowy Snów, w rejonie nieświeskim obwodu baranowickiego Białoruskiej SRR. W 1972 roku ukończył Brzeski Instytut Inżynieryjno-Budowlany, uzyskując specjalność inżyniera technologa. W 1989 ukończył Mińską Wyższą Szkołę Partyjną. W 1994 roku uzyskał stopień kandydata nauk (odpowiednik polskiego stopnia doktora). Temat jego dysertacji kandydackiej brzmiał: Warunki i czynniki tworzenia gospodarski rynkowej w Republice Białorusi (analiza polityczno-ekonomiczna). W 1998 roku otrzymał stopień doktora nauk ekonomicznych (odpowiednik polskiego stopnia doktora habilitowanego).
Od 1972 roku pracował jako inżynier w Wydziale Technicznym Instytutu Projektowego „Minskprojekt”. W latach 1973–1977 pracował w Zjednoczeniu Wytwórczym „Minskwodokanał” kolejno jako: inżynier, naczelnik oddziału wytwórczo-technicznego, główny inżynier dyrekcji ds. budownictwa infrastruktury gospodarki wodnej. Od 1977 roku pracował w Zarządzie Przedsiębiorstw Obsługi Komunalnej Mińskiego Miejskiego Komitetu Wykonawczego jako główny inżynier, a od 1979 roku jako jego naczelnik.

### Działalność polityczna

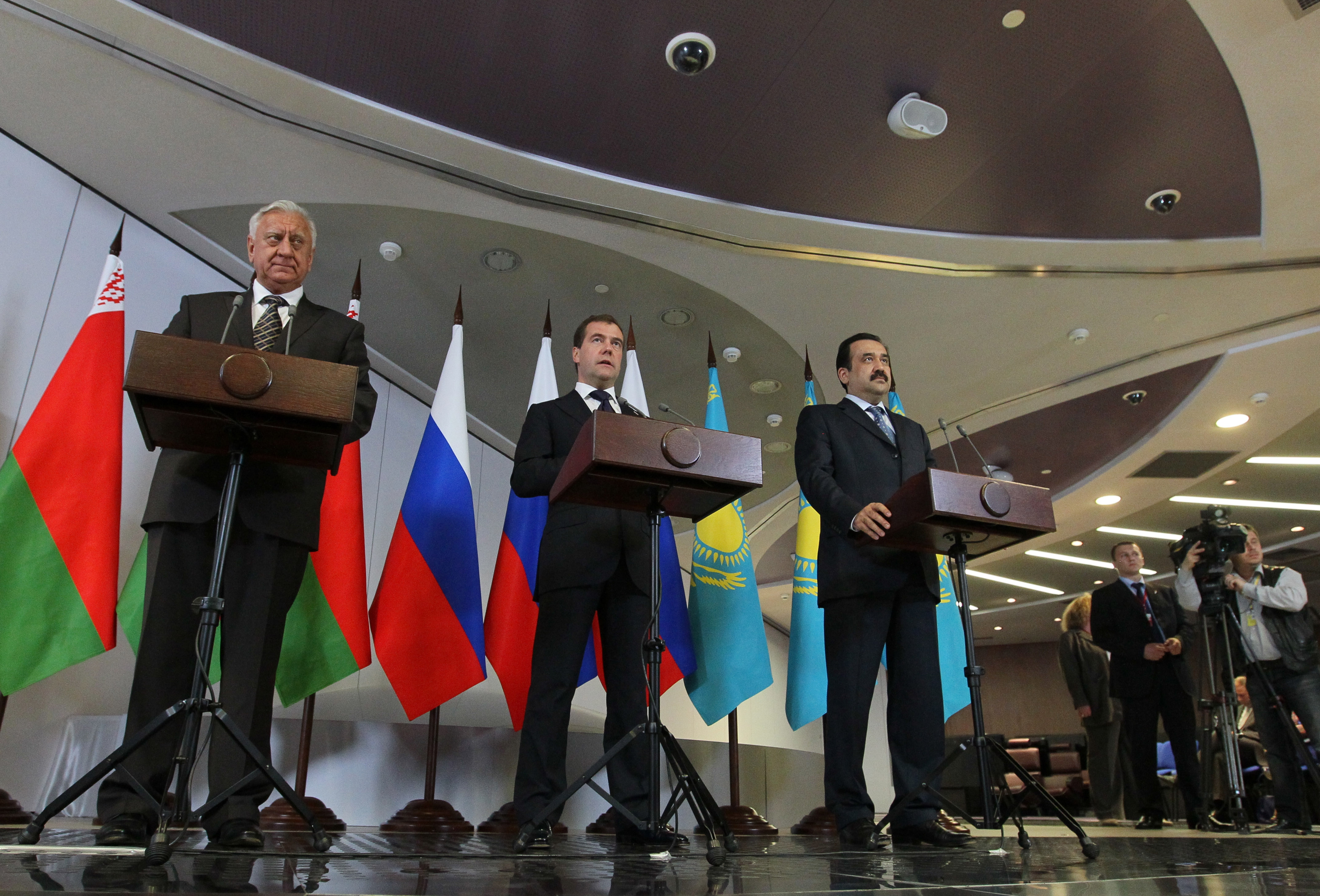
Michaił Miasnikowicz, Dmitrij Miedwiediew i Karim Masimow w czasie konferencji, 15 czerwca 2012 roku

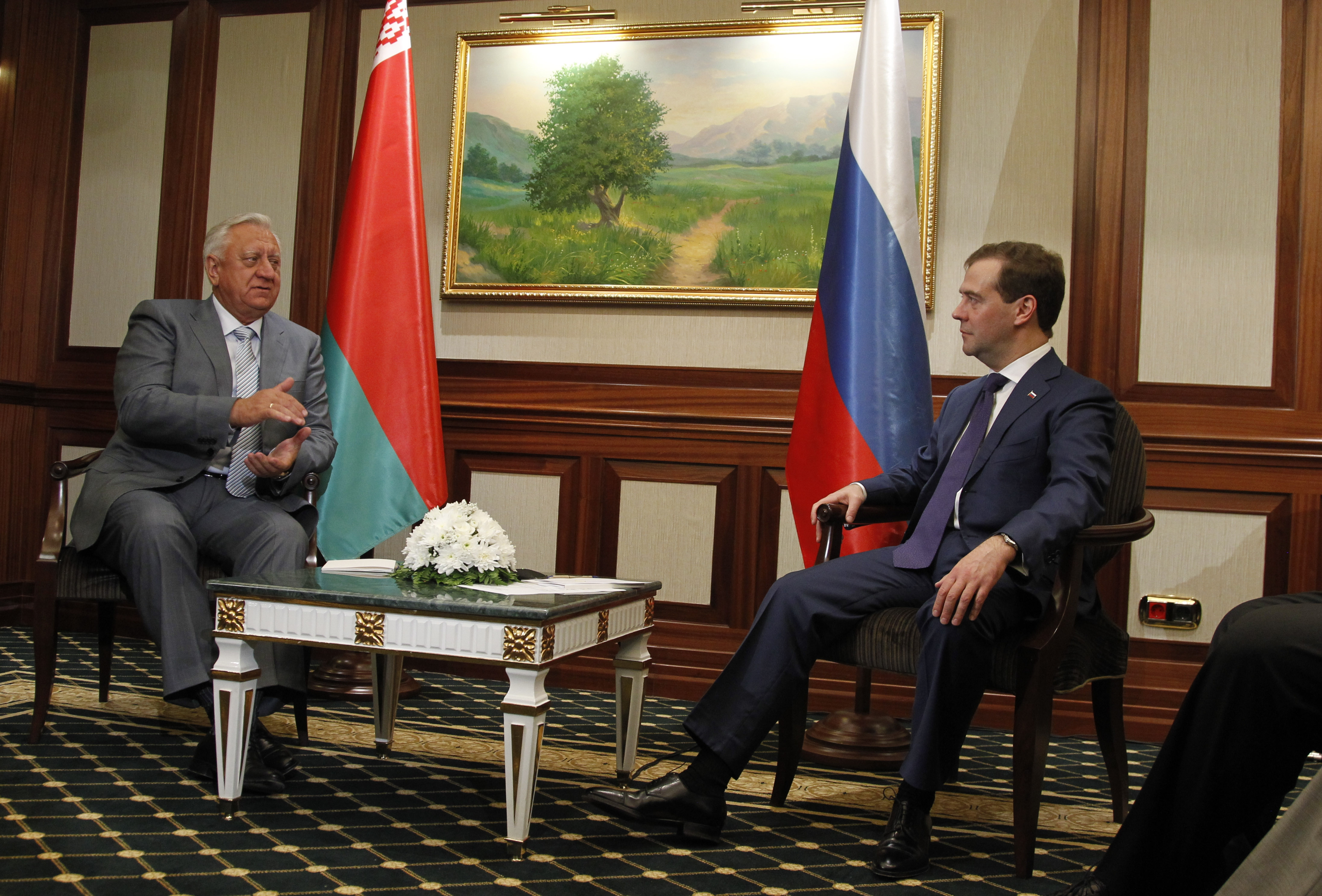
Michaił Miasnikowicz i Dmitrij Miedwiediew, 29 maja 2012 roku

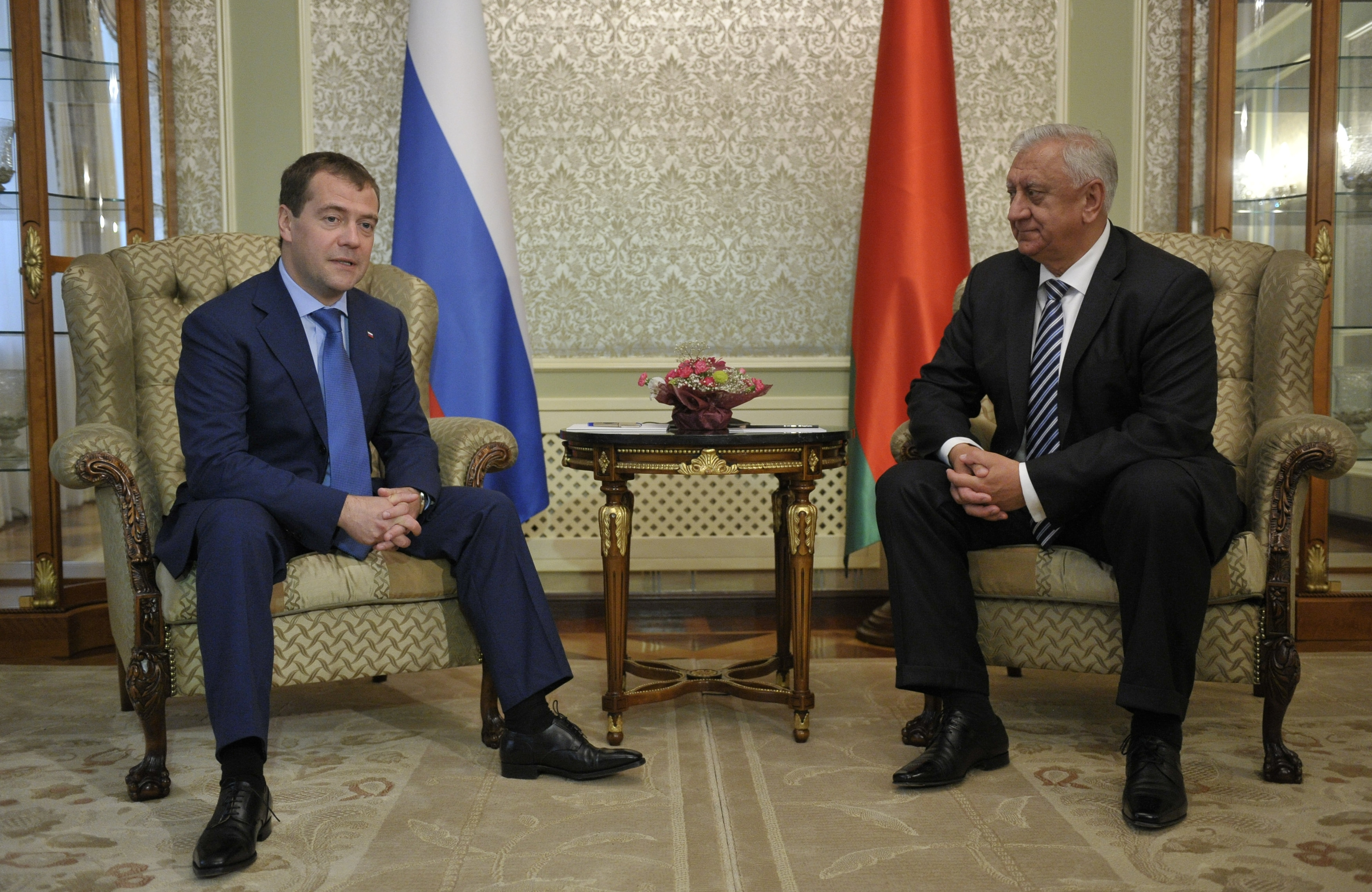
Dmitrij Miedwiediew i Michaił Miasnikowicz, 18 lipca 2012 roku

W 1983 roku został przewodniczącym Komitetu Wykonawczego Rady Deputowanych Ludowych Rejonu Sowieckiego Mińska. W 1984 roku został zastępcą przewodniczącego Mińskiego Miejskiego Komitetu Wykonawczego. W latach 1985–1986 był sekretarzem Mińskiego Komitetu Miejskiego Komunistycznej Partii Białorusi.
W latach 1986–1990 pełnił funkcję Ministra Gospodarki Mieszkaniowo-Komunalnej Białoruskiej SRR. Od 1990 roku był zastępcą przewodniczącego Rady Ministrów Białoruskiej SRR i przewodniczącym Komitetu Państwowego Białoruskiej SRR ds. Gospodarki i Planowania. W latach 1991–1994 pełnił funkcję pierwszego wiceprzewodniczącego Rady Ministrów Białoruskiej SRR. Był bliskim politycznym sojusznikiem przewodniczącego Rady Ministrów Wiaczasłaua Kiebicza. W czasie wyborów prezydenckich w 1994 roku stał na czele jego sztabu wyborczego i był ostro krytykowany zarówno przez narodowo zorientowaną inteligencję, jak i przez kandydata na prezydenta Alaksandra Łukaszenkę. Mimo to, po zwycięstwie tego ostatniego, Miasnikowicz trafił do grona współpracowników prezydenta, podobnie jak wiele innych osób z otoczenia Kiebicza. 22 lipca 1994 roku został wicepremierem Białorusi. 10 października 1995 roku objął stanowisko Kierownika Administracji Prezydenta i zwolniony z obowiązków wicepremiera, z zachowaniem oficjalnego statusu wicepremiera. 12 września 2001 roku zwolniono go ze stanowiska w związku z przejściem do innej pracy. 19 października został prezesem Narodowej Akademii Nauk Białorusi, a 26 października 2004 roku przeniesiony na stanowisko przewodniczącego Prezydium tej instytucji.
28 grudnia 2010 roku, kilka dni po ogłoszeniu ponownego zwycięstwa Alaksandra Łukaszenki w wyborach prezydenckich, został przez niego mianowany szefem rządu. 27 grudnia 2014 został zdymisjonowany z tego stanowiska i zastąpiony przez Andrieja Kobiakowa. 16 stycznia 2015 roku objął stanowisko przewodniczącego Rady Republiki Zgromadzenia Narodowego Republiki Białorusi V kadencji.

### Kontrowersje
Zdaniem obrońcy praw człowieka Harego Pahaniajły, Michaił Miasnikowicz został wyznaczony na premiera niezgodnie z konstytucją. Według jej zapisów, premiera wyznacza prezydent po uzgodnieniu z parlamentem. Tymczasem Michaił Miasnikowicz został wyznaczony poprzez rozporządzenie prezydenta, a dopiero po pewnym czasie propozycja przyjęcia jego kandydatury została skierowana do Izby Reprezentantów. Zdaniem Pahaniajły, było to złamanie procedury i demonstracja braku szacunku dla konstytucji zarówno ze strony prezydenta, jak i parlamentu.

## Poglądy
Michaił Miasnikowicz jest zwolennikiem integracji w ramach Wspólnoty Niepodległych Państw i Związku Białorusi i Rosji. Brał udział w opracowaniu dokumentów założycielskich ZBiR.

## Życie prywatne
Michaił Miasnikowicz jest żonaty, ma córkę i syna.

## Oznaczenia
- Order „Znak Honoru” (ZSRR, 1981);
- Order Ojczyzny III stopnia (Białoruś, 2000);
- Order Przyjaźni (Rosja, 2009)[5];
- Gramota Pochwalna Zgromadzenia Narodowego Republiki Białorusi – Za wielki wkład w realizację socjalnej i ekonomicznej polityki Republiki Białorusi, aktywny udział w życiu politycznym i społecznym (28 kwietnia 2000)[16].

## Wybrane publikacje
Michaił Miasnikowicz jest autorem ponad 150 prac naukowych, w tym 14 monografii. Główne prace:
- Stanowlenije rynocznoj ekonomiki w Riespublikie Biełaruś. Mińsk: BGEU, 1995;
- Formirowanije finansowo-promyszlennych grupp w pieriechodnych ekonomikach (na primierie Riespubliki Biełaruś i Rossijskoj Fiedieracyi). SPb, 1997;
- Intiegracyonnyje ekonomiczeskije processy w stranach SNG i ich intiensifikacyja. Mińsk, 1998;
- Naucznyje osnowy innowacyonnoj diejatielnosti. Mińsk: Prawo i ekonomika, 2003;
- Nacyonalnaja biezopasnost′ Riespubliki Biełaruś: Sowriemiennoje sostojanije i pierspiektiwy. Mińsk: Prawo i ekonomika, 2003 (ze współaut.);
- Innowacyonnaja diejatielnost′ w Riespublikie Biełaruś: tieorija i praktika. Mińsk: Prawo i ekonomika, 2004;
- Socyalno-ekonomiczeskoje razwitije Riespubliki Biełaruś: istoczniki i pierspiektiwy ustojcziwogo rosta. Mińsk: CSASI Narodowej Akademii Nauk Białorusi, 2005;
- Uprawlenije sistiemoj obiespieczenija ekonomiczeskoj biezopasnosti. Mińsk: Prawo i ekonomika, 2006 (wsp. z S.S. Połonikiem i W.W. Puznikowem);
- Nauka Biełarusi na sowriemiennom etapie. Mińsk: Biełaruskaja nawuka, 2006 (wsp. z A.I. Lesnikowiczem i S.M. Diedkowem);
- Riespublika Biełaruś: makroekonomiczeskaja dinamika, innowacyonnoje razwitije, ekonomiczeskaja biezopasnost′. Mińsk, Biełaruskaja nawuka, 2009;
- Riespublika Biełaruś pa puti k nowoj ekonomikie. Mińsk: Biełaruskaja nawuka, 2009;
- Atomnaja eniergietika: sostojanije, problemy, pierspiektiwy. Mińsk: Biełaruskaja nawuka, 2009 (wsp. z A.A. Michalewiczem)[5].